# Kliukî, Dubno
Kliukî (în ucraineană Клюки) este un sat în comuna Ploska din raionul Dubno, regiunea Rivne, Ucraina.

## Demografie
Componența lingvistică a localității Kliukî
     Ucraineană (100%)
Conform recensământului din 2001, toată populația localității Kliukî era vorbitoare de ucraineană (100%).